# 2019 no cinema
Este artigo é uma visão geral dos eventos ocorridos em 2019 no mundo do cinema, incluindo os filmes de maior bilheteira, as 10 maiores bilheterias de estreia até 2019 e também as listas dos principais filmes de 2019 lançados em cada mês.

## Maiores bilheterias de 2019
A lista a seguir contém os filmes com as maiores bilheterias de 2019, mas podem sofrer alterações nos cinemas ao longo deste ano.
| Ranque | Título                           | Distribuidor  | Bilheteria global |
| ------ | -------------------------------- | ------------- | ----------------- |
| 1      | Avengers: Endgame                | Disney        | US$ 2,799,439,100 |
| 2      | The Lion King                    | Disney        | US$ 1,663,943,394 |
| 3      | Frozen II                        | Disney        | US$ 1,450,026,933 |
| 4      | Spider-Man: Far From Home        | Sony Pictures | US$ 1,131,927,996 |
| 5      | Captain Marvel                   | Disney        | US$ 1,128,274,794 |
| 6      | Joker                            | Warner Bros.  | US$ 1,078,751,311 |
| 7      | Star Wars: The Rise of Skywalker | Disney        | US$ 1,074,144,248 |
| 8      | Toy Story 4                      | Disney        | US$ 1,073,394,593 |
| 9      | Aladdin                          | Disney        | US$ 1,050,693,953 |
| 10     | Jumanji: The Next Level          | Sony Pictures | US$ 801,693,929   |

- Vingadores: Ultimato tornou-se o filme de maior bilheteira da história ao arrecadar mais de 2.797 bilhões superando o filme Avatar que em 2009 arrecadou mais de 2.789 bilhões. Além disso, o filme também alcançou a maior abertura da história ao ultrapassar a marca do 1 bilhão em apenas 5 dias.
- 2019 tornou-se o primeiro ano que são lançados 3 filmes do Universo Cinematográfico Marvel que ultrapassam a marca do 1 bilhão, sendo eles: Avengers Endgame,  Captain Marvel e Spider-Man: Far From Home.
- 2019 tornou-se o primeiro ano em que um único estúdio (Disney) lançou 7 filmes que ultrapassam a marca do 1 bilhão sendo eles: Vingadores: Ultimato, Capitã Marvel, O Rei Leão, Frozen 2, Aladdin, Toy Story 4 e Star Wars: Episódio IX – A Ascensão Skywalker.

## Premiações
- Prêmios Globo de Ouro de 2019
- Oscar 2019
- BAFTA 2019
- Critics' Choice Awards de 2019

## Maiores bilheterias de estreia até 2019
A lista a seguir contém os filmes com as maiores bilheterias de estreia até 2019, a lista poderá sofrer algumas possíveis alterações até o final de 2019.
| #  | Filmes                                         | Distribuidora                       | Renda/mundial (US$) | Refs.  |
| -- | ---------------------------------------------- | ----------------------------------- | ------------------- | ------ |
| 1  | Vingadores: Ultimato                           | Walt Disney Studios Motion Pictures | 1,223,641,414       | [ 3 ]  |
| 2  | Vingadores: Guerra Infinita                    | Walt Disney Studios Motion Pictures | 640,521,291         | [ 4 ]  |
| 3  | Velozes e Furiosos 8                           | Universal Pictures                  | 541,937,239         | [ 5 ]  |
| 4  | Star Wars: Episódio VII – O Despertar da Força | Walt Disney Studios Motion Pictures | 528,966,675         | [ 6 ]  |
| 5  | Jurassic World: O Mundo dos Dinossauros        | Universal Pictures                  | 525,504,128         | [ 7 ]  |
| 6  | Harry Potter e as Relíquias da Morte – Parte 2 | Warner Bros.                        | 483,189,427         | [ 8 ]  |
| 7  | Capitã Marvel                                  | Walt Disney Studios Motion Pictures | 456,718,598         | [ 9 ]  |
| 8  | Star Wars: Episódio VIII – Os Últimos Jedi     | Walt Disney Studios Motion Pictures | 450,821,889         | [ 10 ] |
| 9  | Batman vs Superman: A Origem da Justiça        | Warner Bros.                        | 422,507,347         | [ 11 ] |
| 10 | Velozes e Furiosos 7                           | Universal Pictures                  | 397,725,677         | [ 12 ] |

## Filmes de 2019
Lista dos lançamentos cinematográficos previstos para 2019:

### Janeiro
- Dragon Ball Super: Broly
- Vidro
- Como Treinar O Seu Dragão 3: O Mundo Escondido
- Wifi Ralph: Quebrando a Internet
- Escape Room
- The Kid Who Would Be King

### Fevereiro
- Alita - Battle Angel
- Uma Aventura LEGO 2
- A Morte Te Dá Parabéns 2

### Março
- Capitã Marvel
- O Parque dos Sonhos
- Dumbo
- Nós
- Playing with Fire

### Abril
- Corgi: Top Dog
- Vingadores: Ultimato
- Shazam
- Hellboy
- Marighella
- A Maldição da Chorona

### Maio
- Aladdin - (remake)
- And Then We Danced
- Juntos Para Sempre
- Godzilla 2: Rei dos Monstros
- Pokémon: Detetive Pikachu
- John Wick 3: Parabellum
- Brightburn
- Rocketman
- Ma

### Junho
- Toy Story 4
- Turma da Mônica: Laços
- X-Men: Fênix Negra
- MIB: Homens de Preto - Internacional
- Pets - A Vida Secreta dos Bichos 2
- Annabelle 3: De Volta para Casa
- Patrulha Canina: Super Filhotes
- The Dead Don't Die
- Yesterday
- Brinquedo Assassino (2019)

### Julho
- Homem-Aranha: Longe de Casa
- O Rei Leão (2019)

### Agosto
- Nada a Perder 2: Não Se Pode Esconder a Verdade
- Meu Amigo Enzo
- Velozes e Furiosos: Hobbs & Shaw
- Era Uma Vez Em... Hollywood
- Dora e a Cidade Perdida
- Angry Birds 2
- Bacurau

### Setembro
- It – Capítulo Dois
- Rambo: Até o Fim
- Abominável

### Outubro
- Are You Afraid of the Dark?
- Coringa
- A Shaun the Sheep Movie: Farmageddon
- Maleficent: Mistress of Evil
- A Família Addams

### Novembro
- O Exterminador do Futuro: Destino Sombrio
- Parasita
- Doutor Sono
- A Vida Invisível
- Ford vs Ferrari
- As Panteras
- Last Christmas
- O Irlandês

### Dezembro
- Star Wars: Episódio IX - A Ascensão Skywalker
- Entre Facas e Segredos
- Minha Mãe é uma Peça 3
- Cats